# Akaśa
 Akaśa, akasza (dewanagari आकाश, trl. ākāśa, ang. akasha) – słowo pochodzące z sanskrytu oznaczające eter rozpatrywany w dwóch znaczeniach: w sensie mitologicznym i jako jeden z żywiołów. Eter jest piątym, podstawowym elementem, który obejmuje pozostałe cztery żywioły:  vata – powietrze, ap – woda, agni – ogień i prithivi – ziemia. 

## Akaśa w kulturze
[wymaga weryfikacji?]Termin akaśa pojawiał się w starożytnej kulturze i duchowej tradycji jako Księga Życia, w której zapisywane są wszelkie wydarzenia, myśli i czyny. Wierzono, że poprzez odpowiednie przygotowanie się i dostrojenie do wibracji akaśi, można się z nią połączyć by pozyskiwać informacje. W czasach nowożytnych podobno dostęp do jej zapisów miał żyjący w pierwszej połowie XX wieku Edgar Cayce. W stanie transu otrzymywał rozbudowane przekazy z tego pola, dzięki którym zdobył ogromne zasługi w dziedzinie medycyny. Z akaśi korzystał również filozof Rudolf Steiner czy medium Helena Bławatska.
Rzekomo z powodu przyspieszonego rozwoju świadomości, którego ludzkość aktualnie jest świadkiem, wiele osób jest otwartych na pozyskiwanie informacji z tego elementu. Osoby rozwinięte duchowo oferują konsultacje służąc jako łącznik między polem akaśi a poszukującym informacji człowiekiem.

## Akaśa w ezoteryce
Według ezoteryków akasza jest polem pamięci wszechświata, z którego można czerpać wspomnienia należące do wszystkich ludzi żyjących na Ziemi oraz każdego istnienia (ezoteryczna brać zakłada, że istnienie jest przynależne wszystkiemu co istnieje np. minerałom, roślinom, a nawet planetom). Ten niewidzialny zapis ma sięgać zarówno do przeszłości, dziejącej się teraźniejszości jak i przyszłości. Nie ma jednak dowodów na posiadanie takich możliwości przez ludzi. 

## Hinduizm
W hinduizmie akaśa znaczy podstawę i esencję budowy wszystkich rzeczy w świecie materialnym; najmniejszy materialny element stworzony z materii świata astralnego. Jest jednym z podstawowych żywiołów w koncepcji pięciu żywiołów indyjskich panćamahabhuta. Jego główną cechą jest śabda (w dewanagari – „dźwięk”). 
Jest to przestwór, przestrzeń, 
w której cztery żywioły (elementy) mają miejsce.
W języku hindi akaśa oznacza niebo (w sensie fizycznym, czyli nieboskłon).

## Buddyzm
Akasza, Akaśa oznacza przestrzeń, której istnieją dwa rodzaje:
1. Ograniczona Przestrzeń (paricchinnākāsa lub paricchedākāsa),
2. Nieskończona Przestrzeń (anantākāsa), czyli przestrzeń kosmosu.